# Campanula tomentosa
Campanula tomentosa là loài thực vật có hoa trong họ Hoa chuông. Loài này được Lam. mô tả khoa học đầu tiên năm 1785.